# Pic goertan
Dendropicos goertae
Espèce
Statut de conservation UICN

 LC  : Préoccupation mineure
Synonymes
- Picus Goertae (Protonyme)
- Mesopicos goertae

Le Pic goertan ou Goërtan (Dendropicos goertae) est une espèce d'oiseau de la famille des Picidae.

## Répartition
Son aire de répartition s'étend sur la Mauritanie, le Sénégal, la Gambie, la Guinée-Bissau, la Guinée, le Mali, le Niger, le Burkina Faso, la Sierra Leone, le Liberia, la Côte d'Ivoire, le Ghana, le Togo, le Bénin, le Nigeria, le Cameroun, la République centrafricaine, le Tchad, le  Soudan, l'Érythrée, l'Éthiopie, le  Kenya, l'Ouganda, la Tanzanie, le Burundi, le Rwanda, la République démocratique du Congo, le Gabon, la République du Congo et l'Angola.

## Sous-espèces
Cet oiseau est représenté par six sous-espèces :
- Dendropicos goertae abessinicus (Reichenow, 1900) ;
- Dendropicos goertae goertae (Statius Muller, 1776) ;
- Dendropicos goertae koenigi (Neumann, 1903) ;
- Dendropicos goertae meridionalis Louette & Prigogine, 1982 ;
- Dendropicos goertae rhodeogaster (Fischer & Reichenow, 1884) ;
- Dendropicos goertae spodocephalus (Bonaparte, 1850) ; parfois considéré comme l'espèce Pic spodocéphale (Dendropicos spodocephalus).